# Società Sportiva Fiammamonza 1998-1999
Questa voce raccoglie le informazioni riguardanti la Società Sportiva Fiammamonza nelle competizioni ufficiali della stagione 1998-1999.

## Rosa
Rosa aggiornata alla fine della stagione.
| N. |                   | Ruolo | Calciatrice       |
| -- | ----------------- | ----- | ----------------- |
|    | Italia (bandiera) | C     | Paola Balconi     |
|    | Italia (bandiera) | P     | Stefania Basilico |
|    | Italia (bandiera) | P     | Laura Carotti     |
|    | Italia (bandiera) | D     | Simona Consonni   |
|    | Italia (bandiera) | C     | Stefania Cordone  |
|    | Italia (bandiera) | C     | Martina Cortesi   |
|    | Italia (bandiera) | D     | Sara Costa        |
|    | Italia (bandiera) | D     | Rossella Crimella |
|    | Italia (bandiera) | C     | Laura Donghi      |

| N. |                      | Ruolo | Calciatrice       |
| -- | -------------------- | ----- | ----------------- |
|    | Italia (bandiera)    | C     | Serena Florio     |
|    | Italia (bandiera)    | A     | Silvia Fusciani   |
|    | Italia (bandiera)    | A     | Jenny Gazzetta    |
|    | Italia (bandiera)    | D     | Marta Longoni     |
|    | Rep. Ceca (bandiera) | C     | Jana Nováková     |
|    | Italia (bandiera)    | A     | Debora Novelli    |
|    | Italia (bandiera)    | D     | Stefania Panzini  |
|    | Italia (bandiera)    | P     | Federica Piasenti |

## Calciomercato

### Sessione estiva
| Acquisti | Acquisti | Acquisti | Acquisti |
| R.       | Nome     | da       | Modalità |
| -------- | -------- | -------- | -------- |
|          |          |          |          |

| Cessioni | Cessioni | Cessioni | Cessioni |
| R.       | Nome     | a        | Modalità |
| -------- | -------- | -------- | -------- |
|          |          |          |          |

## Risultati

### Serie A

#### Girone di andata
| Arbitro: | Bianchini (Civitavecchia) |

|            |           |                              |
| Merola 66’ | Marcatori | 9’ Fusciani 53’, 83’ Novelli |

| Sassari 23 gennaio 1999, ore --:-- CET 14ª giornata | Torres Fo.S. | 7 – 2 | Fiammamonza | Stadio Acquedotto |

#### Girone di ritorno
| Monza 6 febbraio 1999, ore 14:30 CET 16ª giornata | Fiammamonza | 1 – 2 | Pisa | Stadio Gino Alfonso Sada |

| Monza 22 maggio 1999, ore --:-- CEST 29ª giornata | Fiammamonza | 1 – 2 | Torres Fo.S. | Stadio Gino Alfonso Sada |

## Statistiche

### Statistiche di squadra
| Competizione | Punti | In casa | In casa | In casa | In casa | In casa | In casa | In trasferta | In trasferta | In trasferta | In trasferta | In trasferta | In trasferta | Totale | Totale | Totale | Totale | Totale | Totale | DR  |
| Competizione | Punti | G       | V       | N       | P       | Gf      | Gs      | G            | V            | N            | P            | Gf           | Gs           | G      | V      | N      | P      | Gf     | Gs     | DR  |
| ------------ | ----- | ------- | ------- | ------- | ------- | ------- | ------- | ------------ | ------------ | ------------ | ------------ | ------------ | ------------ | ------ | ------ | ------ | ------ | ------ | ------ | --- |
| Serie A      | 16    | 15      | .       | .       | .       | .       | .       | 15           | .            | .            | .            | .            | .            | 30     | 3      | 7      | 30     | 31     | 74     | -43 |
| Coppa Italia | -     | .       | .       | .       | .       | .       | .       | .            | .            | .            | .            | .            | .            | .      | .      | .      | .      | .      | .      | .   |
| Totale       | -     | .       | .       | .       | .       | .       | .       | .            | .            | .            | .            | .            | .            | .      | .      | .      | .      | .      | .      | .   |

### Andamento in campionato
| Giornata  | 1 | 2 | 3 | 4 | 5 | 6 | 7 | 8 | 9 | 10 | 11 | 12 | 13 | 14 | 15 | 16 | 17 | 18 | 19 | 20 | 21 | 22 | 23 | 24 | 25 | 26 | 27 | 28 | 29 | 30 |
| --------- | - | - | - | - | - | - | - | - | - | -- | -- | -- | -- | -- | -- | -- | -- | -- | -- | -- | -- | -- | -- | -- | -- | -- | -- | -- | -- | -- |
| Luogo     | C |   |   |   |   |   |   |   |   |    |    |    |    | T  | C  | C  |    |    |    |    |    |    |    |    |    |    |    |    |    | T  |
| Risultato | V |   |   |   |   |   |   |   |   |    |    |    |    | P  |    | P  |    |    |    |    |    |    |    |    |    |    |    |    |    | P  |
| Posizione |   |   |   |   |   |   |   |   |   |    |    |    |    |    |    |    |    |    |    |    |    |    |    |    |    |    |    |    |    | 16 |

Legenda:

Luogo: C = Casa; T = Trasferta. Risultato: V = Vittoria; N = Pareggio; P = Sconfitta.